# Fresnelova zrcala
Fresnelova zrcala ili Fresnelova leća je leća velikoga vidnoga kuta, a male debljine. Ona je stupnjevita optička leća sastavljena od niza staklenih prstenova sa zajedničkim žarištem ili fokusom. Koristi se kao sabirna leća za lokalno jače osvjetljenje ili u signalizaciji za dobivanje jačega paralelnog snopa svjetlosti (na primjer u svjetionicima).

## Objašnjenje
Interferencija valova svjetlosti je najočitija potvrda valne prirode svjetlosti. Nju možemo izvesti pomoću takozvanih Fresnelovih zrcala. Taj je pokus prvi izveo francuski fizičar A. J. Fresnel. Iz izvora čiste jednobojne svjetlosti S dolaze zrake na dva ravna zrcala stavljena jedno do drugoga tako, da zatvaraju kut nešto manji od 180°. Od tog izvora svjetlosti dobivamo u zrcalima dva prividna (virtualna) izvora svjetlosti S’ i S”. Zrake, koje izlaze iz njih daju dva snopa zraka. U prostoru gdje se ta dva snopa prekrivaju, oni interferiraju, te nastaje stojni val svjetlosti. Reflektirani valovi svjetlosti mogu se shvatiti kao kružni valovi s centrima S’ i S”.
U točkama ravnine gdje se sastaje brijeg i dol vala nastaje poništavanje titranja i prema tome tama, a gdje se sastaju dva brijega ili dva dola, nastaje zbrajanje jakosti (intenziteta) svjetlosti. Na zastoru se kod tog pokusa vide tamne i svijetle pruge, takozvane pruge interferencije. Ako se mjesto sa svjetlošću čiste boje, to jest valova određene duljine, izvede Fresnelov pokus sa svjetlošću miješane, na primjer bijele boje, dobiva se na zastoru mjesto tamnih i svijetlih pruga spektar boja. Pri tom, naime, valovi različite duljine interferiraju na različitim mjestima. 
Dok je interferencija valova na površini vode pojava koja se može lako izvesti, interferencija svjetlosti se opaža samo pod naročitim uvjetima. Nikada se ne opaža interferencija svjetlosti s različitim izvorima, već samo onda kada se uz pomoć refleksije ili loma ponovo sastanu zrake svjetlosti koje su izašle iz točke izvora svjetlosti. Takve se dvije zrake koje izlaze iz istog izvora zovu koherentne, to jest međusobno povezane. Uzrok je u tome što se emisija svjetlosti ne zbiva jednoliko, već pojedini atomi svijetlećeg tijela emitiraju valove svjetlosti na mahove i s različitim smjerovima titranja. 
Da na jednom mjestu prostora nastane poništavanje dviju zraka svjetlosti, moraju na to mjesto stalno dolaziti titraji s protivno jednakim elongacijama. Taj uvjet nije dovoljan kod titranja koje dolazi iz različitih izvora svjetlosti, već samo onda kad se sastanu valovi koji imaju zajednički izvor, odnosno istu valnu duljinu.

## Vanjske poveznice
|  | Zajednički poslužitelj ima još gradiva o temi Fresnelova zrcala |